# Ancilla tankervillii
Ancilla tankervillii är en snäckart som först beskrevs av William Swainson 1825.  Ancilla tankervillii ingår i släktet Ancilla och familjen Olividae. Inga underarter finns listade i Catalogue of Life.